# Afromochtherus anatolicus
Afromochtherus anatolicus là một loài ruồi trong họ Asilidae. Afromochtherus anatolicus được Londt miêu tả năm 2002. Loài này phân bố ở vùng nhiệt đới châu Phi.